# Karl Wagner (Sportfunktionär)
Karl Wagner (* 24. Juni 1927; † 30. Juni 2008 in Limbach im Landkreis Bad Kreuznach) war ein deutscher Kaufmann und Sportfunktionär.

## Leben
Nach seiner Schulausbildung erlernte Karl Wagner den Beruf des Kaufmanns und war zuletzt bis 1987 Direktor und Geschäftsführer der Saarmilch eG in Saarbrücken, die in die Hochwald Milch aufgegangen ist.
Er war als Turner aktiv im  TV 06 Limbach, wo er langjähriger Vorsitzender und später Ehrenvorsitzender war.
In den Jahren von 1977 bis 1989 war er Vorsitzender des Turngaus Saarpfalz.

## Auszeichnungen
- 1963 Ehrennadel in Gold des Deutschen Turner-Bundes
- 1973 Ehrenbrief des Deutschen Turner-Bundes
- Ehrenvorsitzender des Turngaus Saarpfalz
- 1981 Ehrennadel des Saarländischen Turnerbundes in Gold
- 1987 Jahn-Plakette des Deutschen Turner-Bundes
- 1989 Ehrenmitglied des Saarländischen Turnerbundes
- 1995 Bundesverdienstkreuz am Bande
- 2004 GutsMuths-Medaille des Saarländischen Turnerbundes, höchste Auszeichnung des Turnerbundes